# 9853 l'Epee
9853 l'Epee este o planetă minoră (asteroid), cu un diametru de 12,069 km, din centura de asteroizi. A fost descoperită pe 7 ianuarie 1991 la Observatorul Siding Spring de Robert H. McNaught și a fost numită după Charles-Michel de L'Épée⁠(d). 
Obiectul prezintă o orbită caracterizată de o semiaxă mare de 2,5604526 UAi, o excentricitate de 0,18, o înclinație de 17,6858 ° în raport cu ecliptica.